# Александрийский национальный музей
Александрийский национальный музей (англ. Alexandria National Museum) — музей в городе Александрия. Здание было открыто 31 декабря 2003 года президентом Египта Хосни Мубараком в реставрированом особнике в итальянском стиле.
В музее представлено около 1800 артефактов, начиная с эпохи фараонов, Птолемеев, римской, византийской и исламской эпохами, до современных времён, начиная с эпохи династии Мухаммеда Али-паши и заканчивая революцией 23 июля 1952 года.

## История
Музей расположен в бывшем особняке Паши и богатого торговца древесины Асада Басиле (араб. أسعد باسيلي‎), построевший его в итальянском стиле в 1926 году. Трёх этажное здание было местом встреч высшего сословия в Александрии.
Дворец был продан на нужды американского консульства за 53 тысячи египетских фунтов в 1954 году и в 1997 году Служба древностей Египта выкупила его за 12 миллионов египетских фунтов, тем самым превратив его в государственную собственность. Здание было открыто как музей 31 декабря 2003 года.

## Экспонаты
В Александрийском национальном музее хранится около 1800 артефактов, рассказывающих историю Александрии и Египта. Большинство этих произведений поступило из других египетских музеев. Музей в основном сосредоточен на трех коллекциях, расположенных на трех этажах:
- Этаж 1: Эпоха фараонов. Мумии изображены в воссоздании погребальной камеры.
- Этаж 2: Артефакты эллинистических и римских периодов, включая предметы из Ираклиона и Канопуса. Среди предметов — канопские кувшины и предметы из правила Нектанеб II, бюст Каракалла, фигура Медузы, мозаичный портрет, изображающий королеву Береника II, жену Птолемей III. Недавно в музее была выставлена скульптура Александра Великого.[4]
- Этаж 3: Христианские и мусульманские эпохи[5], а также XIX и XX века. История Александрии также включена в коллекцию.[6][7]

В музее также есть коллекция ювелирных изделий, оружия, скульптур, нумизматики и посуды.

## Галерея

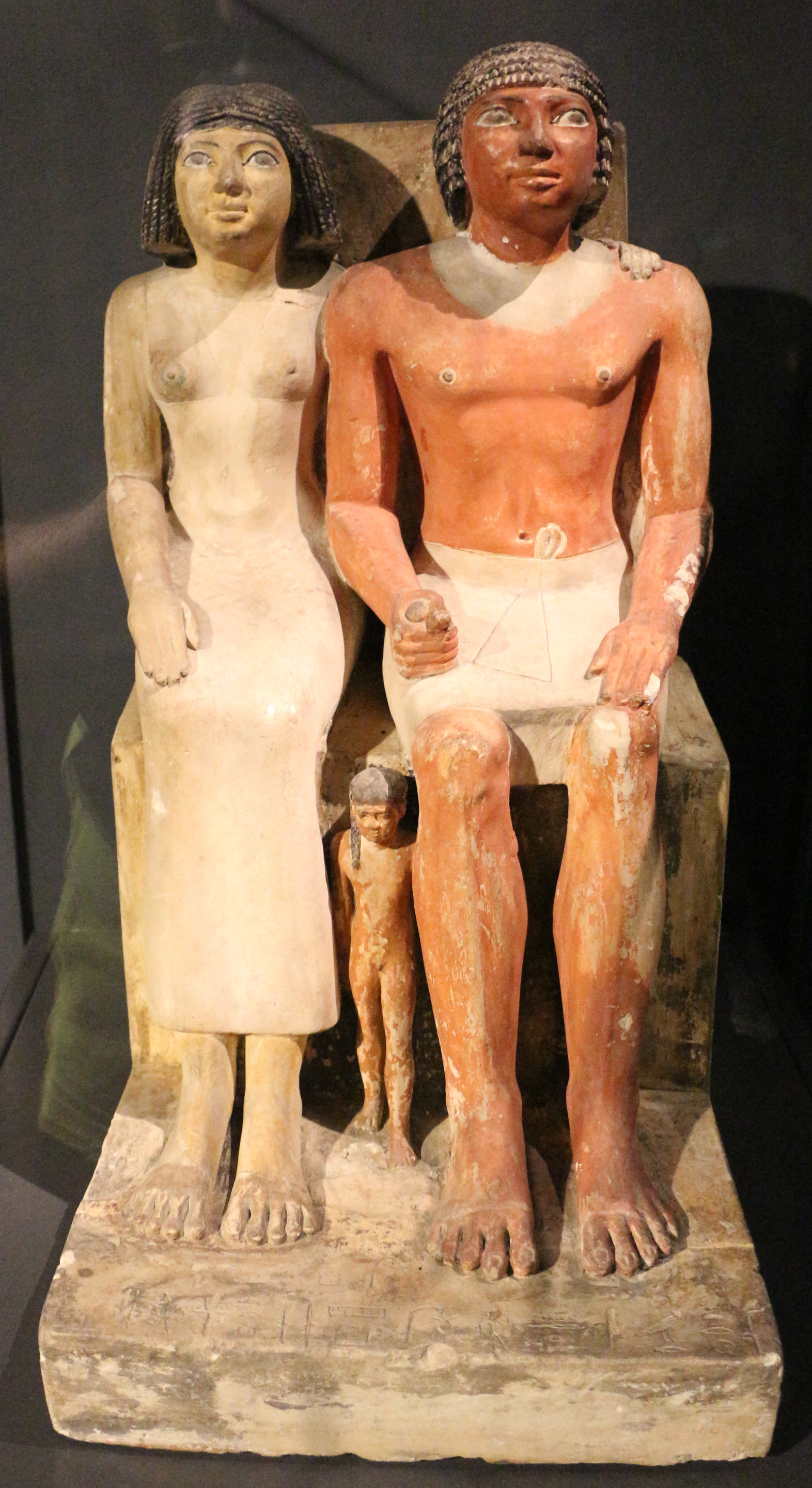
Статуэтка Вешки с семьёй
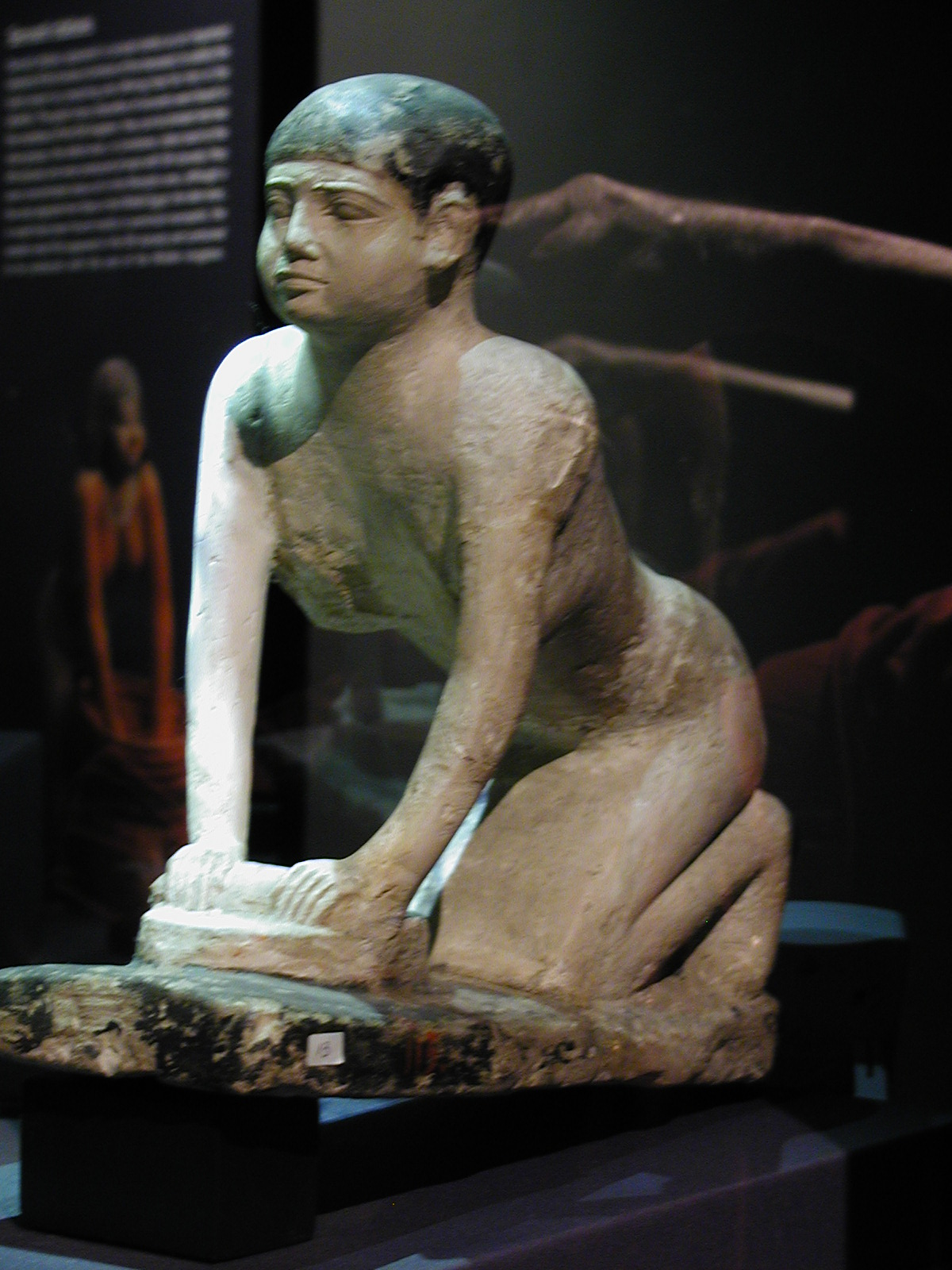
Ушебти замачивает хлеб
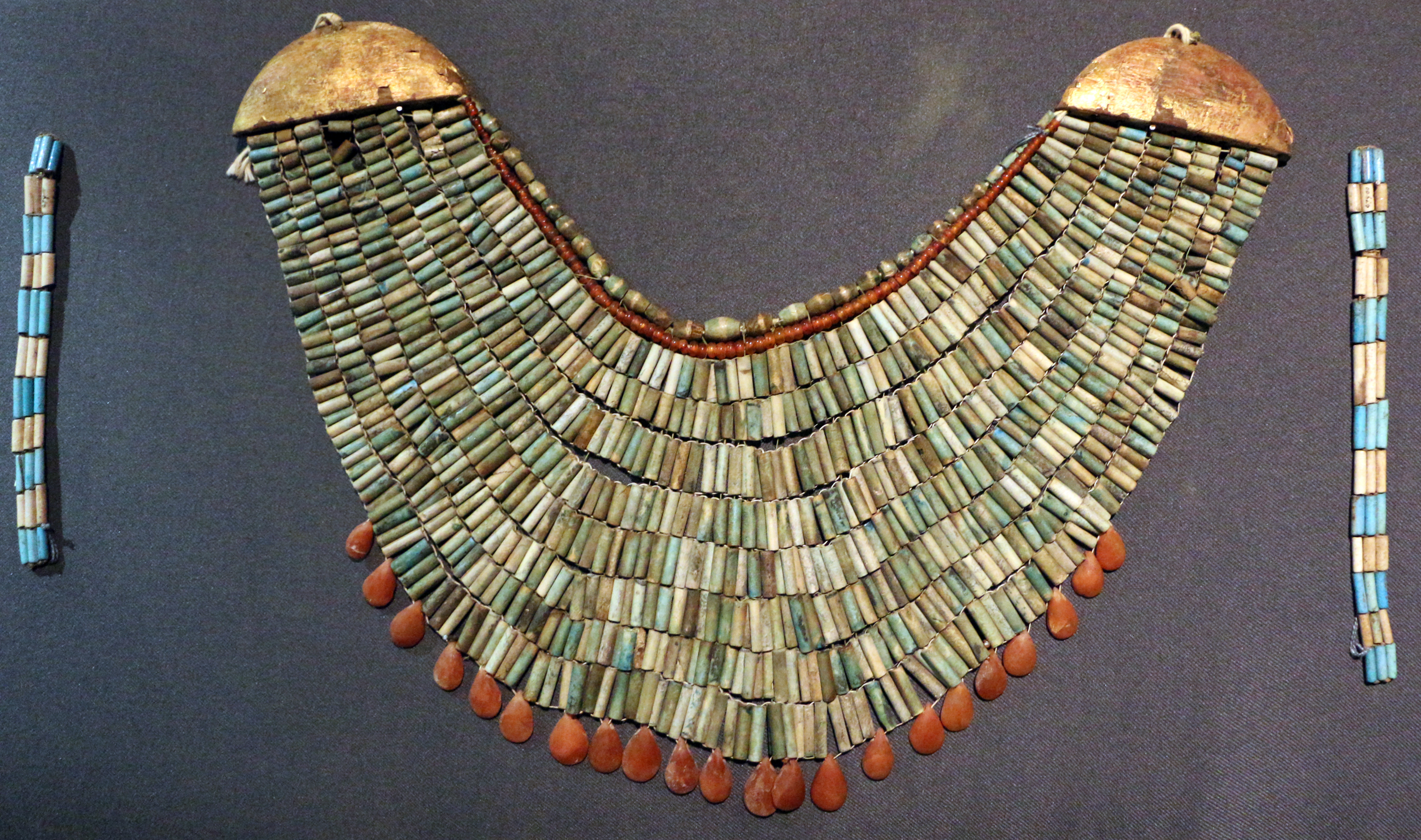
Пектораль из сине-белого фаянса
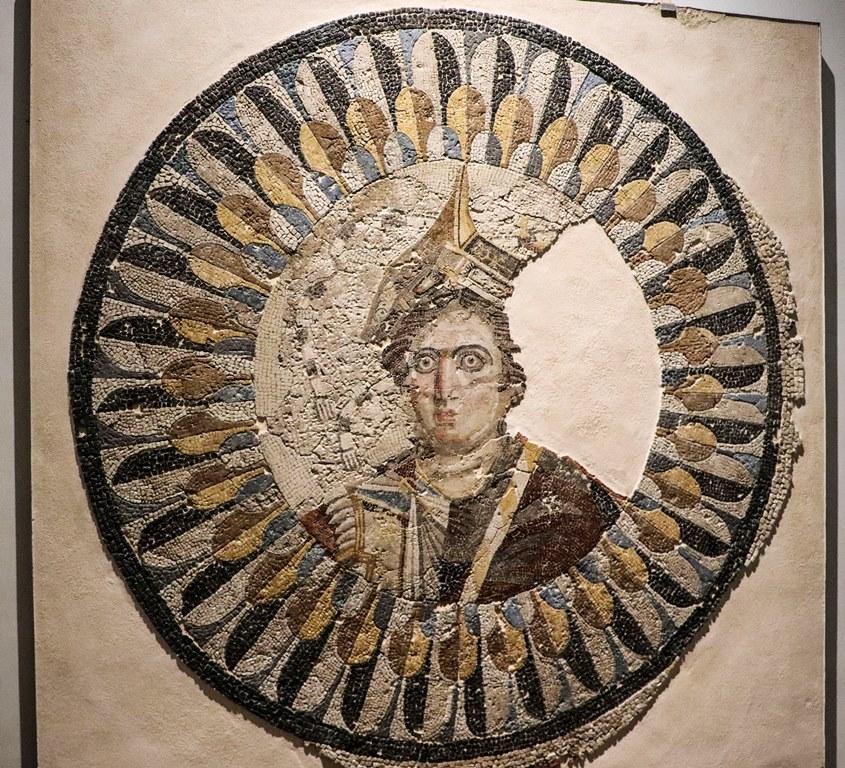
Мозаичный портрет Береники II, жены Птолемея III
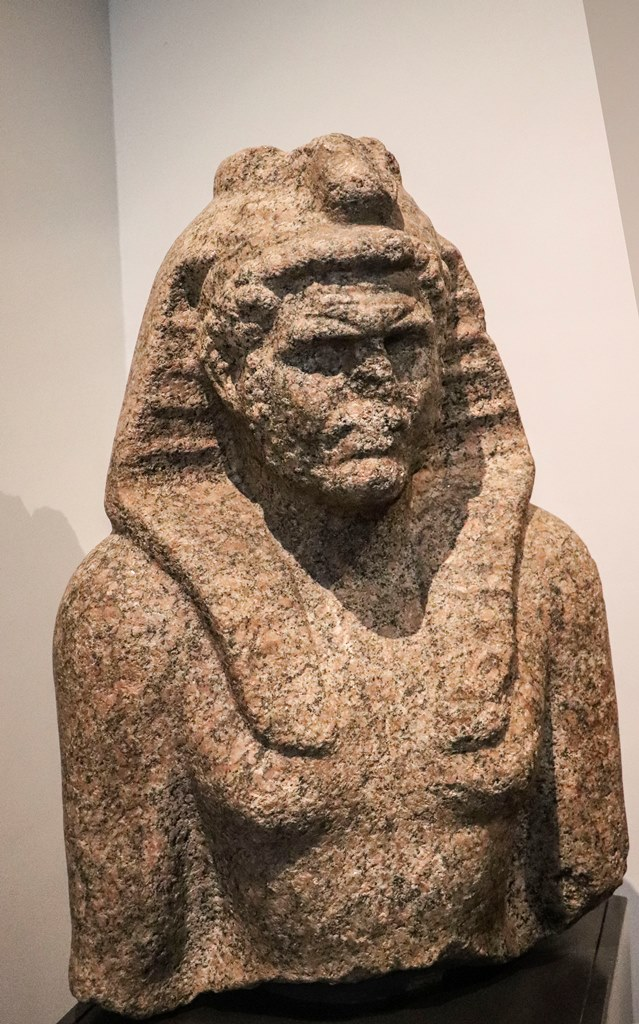
Бюст римского императора Каракалла в головном уборе фараонов
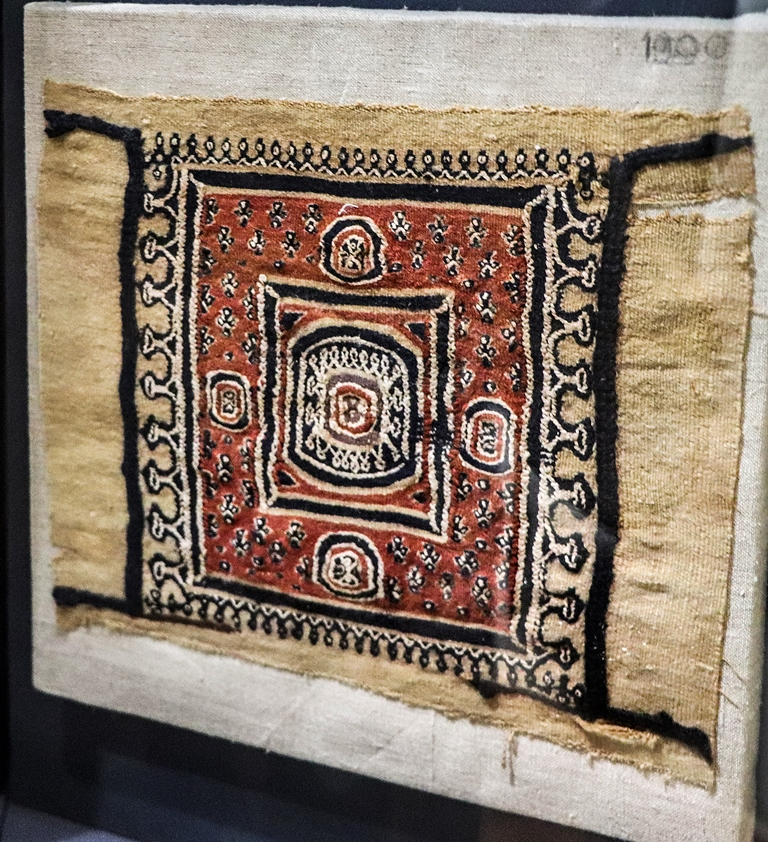
Кусок шерстяной и льяной ткани VIII века